# Maria Rutgers-Hoitsema
Maria Wilhelmina Hendrika (Mietje) Rutgers-Hoitsema (née à Britsum le 10 juillet 1847 et morte à Rijswijk le 26 octobre 1934) est une enseignante féministe néerlandaise, militante pour le droit de vote des femmes et le droit à la contraception.

## Biographie

### Jeunesse et formation
Maria Wilhelmina Hendrika Hoitsema est née en Frise le 10 juillet 1847. Elle est la sixième des sept enfants du pasteur Synco Hoitsema et de Rika van Bolhuis. À la suite de la maladie du père, la famille s'installe à Groningue. Maria Ruitgers-Hoitsema a douze ans quand son père décède en 1860.  
Elle obtient son diplôme d'enseignante en 1865 et occupe plusieurs postes, reprend une école à Leiden en 1870 avec trois de ses sœurs, avant de devenir directrice d'une école primaire publique de filles à Rotterdam, de 1873 jusqu'à son mariage en 1885. 
Maria Rutgers-Hoitsema épouse Jan Rutgers (1850-1924), un médecin néerlandais à Rotterdam le 3 août 1885. Jan Rutgers est veuf et a déjà trois enfants. Elle arrête de travailler à ce moment-là pour les élever. Le couple n'aura pas d'autres enfants.  
Ensemble, ils développent des opinions radicales de gauche et se tournent vers le socialisme et le féminisme. Ils mènent une vie simple, en accord avec leurs principes de justice sociale et reçoivent de nombreux invités dont de nombreux progressistes. Maria Rutgers-Hoitsema applique dans sa vie privée aussi le principe d'égalité des sexes : elle se marie avec un contrat prénuptial, et, après le décès de sa mère, exige d'obtenir son héritage sans l'autorisation légale de son mari. À ses yeux, les femmes mariées qui travaillent ont les mêmes droits que les autres.

### Mouvement féministe
Maria Rutgers-Hoitsema s'engage progressivement dans le mouvement féministe et s'implique activement dans une série d'associations.  
Elle co-fonde la Vereeniging voor Vrouwenkiesrecht (Association pour le droit de vote des femmes), le Rotterdamsche Buurtvereeniging ter Ontwikkeling van Vrouwen en Kinderen en Gezinnen uit de Arbeidersklasse  (Association de quartier pour le développement des femmes et des enfants et des familles ouvrières de Rotterdam).  
Elle écrit, dans une lettre à Annette Versluys-Peolman, qu'elle a du mal à concilier ses engagements sociaux avec sa vie de famille bourgeoise. Elle participe à la préparation de l'Exposition nationale du travail des femmes qui a lieu en 1898 . En 1898, Maria Rutgers-Hoitsema devient vice-présidente du Conseil national des femmes.  
En 1894, Maria Rutgers-Hoitsema devint présidente de la section locale de Rotterdam de l'association néerlandaise pour le suffrage des femmes (Vereeniging voor Vrouwenkiesrecht). Elle fonde une association de soutien aux droits des femmes, des enfants et des familles de travailleurs en 1895 (Rotterdamsche Buurtvereeniging ter Ontwikkeling van Vrouwen en Kinderen en Gezinnen uit de Arbeidersklasse) et une association pour la promotion des intérêts des femmes (Vereeniging ter Behartiging van de Belangen der Vrouw).  

### Le Parti social-démocrate des ouvriers
Au début du XXe siècle, elle devient membre du Parti social-démocrate des ouvriers (SDAP). Elle tente d'y faire entendre la voix des femmes mais ne sera guère soutenue. Dans le cadre du débat sur la règlementation du travail des femmes, elle se prononce, avec une minorité de membres, contre une protection séparée du travail des femmes car cela limiterait la liberté de mouvement économique des femmes. Le SDAP ne la suit pas sur ce terrain. Elle entre alors dans une polémique avec Henriette Roland Holst qui la traite de « diable féministe ». Maria Rutgers-Hoitsema publie Arbeidswetgeving en bizondere bescherming van vrouwenarbeid (Rotterdam, 1904) pour exposer ses idées, à quoi Henriette Roland Holst répond par De vrouw, de arbeidswetgeving en de sociaal-demokratie (Amsterdam, 1903), ce qui lui vaut une nouvelle réaction de Maria Rutgers-Hoitsema avec Arbeidswetgeving en bizondere bescherming van vrouwenarbeid. Antwoord aan Mevrouw Henriëtte Roland Holst (Rotterdam, 1904).   
En réaction, elle fonde, en 1903, le Comité national sur la réglementation juridique du travail des femmes (Nationaal Comité inzake de Wettelijke Regeling van Vrouwenarbeid) dont le but est « d'étudier les lois du travail, et d'intervenir chaque fois que le droit des femmes serait menacée au travail ». Au nom de ce comité, elle est reçue en audience par la reine Wilhelmine pour protester contre le décret royal de n'embaucher que des femmes célibataires à la poste et au télégraphe et de licencier « honorablement » les femmes mariées.  
Dans la même logique, elle s'insurge contre un projet d'interdiction de travailler pour les femmes mariées. Elle estime qu'une telle loi serait néfaste à la société car les femmes les plus douées préféreraient leur travail au mariage, mais surtout, les femmes resteraient économiquement dépendantes des hommes. Le SDAP s'oppose vigoureusement à sa position.   
Elle est aussi en désaccord avec le SDAP sur sa volonté de considérer que l'élimination de la différence de classe est plus importante que celle de la différence de genre. Alors, quand Pieter Jelles Troelstra (en), le chef du parti, se déclare opposé au suffrage féminin en 1905 car, dit-il, les femmes ne sont pas prêtes, la coupe est pleine pour Maria Rutgers-Goitsema. Elle quitte le SDAP la même année,.  

### Protection des mères célibataires
Maria Rutgers-Hoitsema participe en 1897, avec Annette Versluys-Poelman, à la fondation de l'Association de protection mutuelle des femmes, (Vereeniging Onderlinge Vrouwenbescherming, OV), destinée à soutenir financièrement et moralement les mères célibataires et leurs enfants. Annette Versluys-Poelman préconise une aide pour toutes les femmes sans considération moralisatrice tandis que Maria Rutgers-Hoitsema fait une distinction entre les femmes débauchées et les femmes séduites, qui seules doivent être soutenues.
En 1899, elle participe à la fondation de l'École de service social d'Amsterdam (School voor Maatschappelijk Werk).

### La lutte contre la prostitution
Maria Rutgers-Hoitsema aborde la question de la prostitution du double point de vue féministe et socialiste. Elle considère que la prostitution est favorisée par la pauvreté, les salaires de misère et l'exploitation et rejette la « double » norme qui dédouane les hommes en raison de leurs prétendues pulsions sexuelles incontrôlables, tandis que les femmes se voient prescrire une vie chaste et retenue,. 

« La prostitution continuera d'exister tant que les principes selon lesquels les garçons et les filles sont éduqués resteront les mêmes, c'est-à-dire aussi longtemps que les filles trouveront une vie et un moyen de subsistance dans le mariage, et tant que toutes les femmes, tant à l'intérieur qu'à l'extérieur du mariage, ne seront pas économiquement indépendantes de l'homme grâce à leur travail. Et la prostitution fera rage avec d'autant plus de force et apportera de plus en plus de misère à un nombre toujours plus grand de personnes, car l'organisation de nos institutions sociales et la répartition des richesses laissent à désirer. »

— Maria Rutgers-Hoitsema

### La contraception
Maria Rutgers-Hoitsema est aussi membre active de la Ligue malthusienne (Nieuw Malthusiaanse Bond), fondée en 1881 et dont elle est présidente de 1901 à 1912, qui milite pour les droits à l'éducation sexuelle et au contrôle des naissances. Elle intervient publiquement pour défendre le droit des femmes à la contraception.

### Action internationale
Maria Rutgers-Hoitsema est également active dans des organisations internationales et participe à des conférences à l'étranger. Lors du congrès de Stockholm de l'Association mondiale pour le droit de vote des femmes à Stockholm, elle crée le groupe "Correspondance internationale" qui s'oppose à la protection de l'emploi selon le sexe.  
Jusqu'à un âge avancé et malgré sa mauvaise santé, Maria Rutgers-Hoitsema, qui est antimilitariste, est encore engagée dans le mouvement des femmes pour la paix.  

### Fin de vie
En 1913, Maria Rutgers-Hoitsema fait un long séjour en hôpital suite, d'abord à une chute, puis, un accident de voiture en 1918. Elle se retire alors de la vie publique. Le couple cherche en vain une maison de repos où ils pourraient vivre ensemble. À partir de 1923, elle vit dans une maison de retraite à Rijswijk. Jan Rutgers s'est probablement suicidé le 13 août 1924. Dans une lettre d'adieu, il écrit : "Mille mercis à Mietje". Elle décède à l'âge de 87 ans à Rijswijk en 1934. 
Des rues portent son nom à Maassluis, Zutphen, Spijkenisse et le quartier Stevenshof de Leiden.

## Publications
- Sexueele verhoudingen in onze moderne maatschappij, Sociaal Weekblad (17-8-1895) 266-268 (sous le pseudonyme Amalasuntha)
- Wetsartikelen, waaruit blijkt dat de vrouw reden heeft over achterstelling te klagen en op herziening daarvan aan te dringen (1895, 19ème réed. en 1916)
- Geschiedenis van de Rotterdamsche Buurtvereeniging (Rotterdam 1898).
- De prostitutie te Rotterdam en de strijd tegen de reglementering in de gemeenteraad (Rotterdam 1900).
- Het prostitutievraagstuk (Rotterdam 1902).
- Modedwaasheden (Amsterdam 1905).
- Bescherming van vrouwenarbeid, of algemene arbeidsbescherming (La Haye, 1910).
- De vrijzinnige concentratie en de vrouwenbeweging op 25 november 1916, Vragen des Tijds (1917).
- De Vereeniging voor Vrouwenkiesrecht, in: C.M. Werker-Beaujon, W.H.M. Werker en C. Wichmann red., De vrouw, de vrouwenbeweging en het vrouwenvraagstuk, vol. 2 (Amsterdam 1918).